# 冠澳吸蜜鸟
冠澳吸蜜鸟（学名：Phylidonyris pyrrhopterus、crescent honeyeater）为澳吸蜜鸟属下的一种鸟类。其原产于澳大利亚东南部。